# Alessandra Maestrini
Alessandra Maestrini (sinh ngày 17 tháng 5 năm 1977) là một nữ diễn viên, ca sĩ, nhạc sĩ và người phiên dịch Brasil.

## Tiểu sử
Alessandra Maestrini được sinh ra ở bang Sorocaba, Brasil. Cha cô là người Mỹ, và mẹ cô là người Brasil đến từ bang Rio Grande do Sul. Ngay từ nhỏ, Alessandra đã đam mê âm nhạc, ngoài ra cô cũng thích văn học và các môn nghệ thuật khác nói chung. Khi còn là một thiếu nữ, cô thường sáng tạo ra các đoạn phim, viết, hát, nhảy và vẽ cùng với các bạn bè cùng trang lứa.
Sau khi cùng gia đình chuyển đến sinh sống ở thủ đô Rio de Janeiro, cô tham gia khóa học hè cùng với diễn viên nổi tiếng Cláudia Jimenez. Đến năm 11 tuổi, cô chuyển đến sinh sống tại bang Tablado. Cô bắt đầu học hát từ năm 15 tuổi. Một năm sau, cô biểu diễn cho Công ty của Daniel Herz và công ty Suzanna Krueger. Năm mười bảy tuổi, cô đã giành được học bổng về sân khấu và âm nhạc và theo học tại Đại học Evansville, bang Virginia, Hoa Kỳ.
Sau khi trở về Brasil, cô tham gia vào dàn diễn viên của vở nhạc kịch từng đoạt giải mang tên "As Malvadas" của hai đạo diễn Charles Möeller và Cláudio Botelho. Từ đó trở đi, không ngừng nghỉ, cô tham gia xen kẽ các tác phẩm giữa nhà hát, truyền hình và điện ảnh.

## Phim

### Truyền hình
| Năm     | Tên                                | Vai diễn                                           |
| ------- | ---------------------------------- | -------------------------------------------------- |
| 1999    | Chiquinha Gonzaga                  | Marli                                              |
| 2004    | A Diarista                         | Marli (Episódio "Aquele Com os Loucos")            |
| 2005    | A Lua Me Disse                     | Jamile Ferreira                                    |
| 2005    | Toma Lá Dá Cá (year-end special)   | Bozena                                             |
| 2006    | A Diarista                         | Vendedora                                          |
| 2007    | Amazônia, de Galvez a Chico Mendes | Soledad                                            |
| 2007    | Sob Nova Direção                   | Titi (episode: Dá um Tempo Garota)                 |
| 2007–09 | Toma Lá, Dá Cá                     | Bozena                                             |
| 2010    | Tempos Modernos                    | Benedita Kunetscov Pina (Ditta)                    |
| 2011    | Batendo Ponto                      | Sofia (Episode Como Não Procurar um Novo Emprego") |
| 2012    | Guerra dos Sexos                   | Alessandra do Lago                                 |
| 2013    | Pé na Cova                         | Hérnia (Episode: "O Morto de Chinó")               |
| 2013    | Correio Feminino                   | A Mulher Amada                                     |
| 2014    | As Canalhas                        | Margô (Episode: "Margô, a Enfermeira")             |
| 2014    | Sexo e as Negas                    | Gaudéria Brascia                                   |
| 2015    | Mister Brau                        | Priscila                                           |
| 2016    | Tempero Secreto                    | Cecília                                            |
| 2016    | A Cara do Pai                      | Sílvia                                             |
| 2018    | Show dos Famosos                   | Herself                                            |

### Điện ảnh
| Năm  | Tên                                                    | Vai diễn     |
| ---- | ------------------------------------------------------ | ------------ |
| 2006 | Fica Comigo Esta Noite                                 | Sensitive    |
| 2007 | O Labirinto (short movie)                              | Laura        |
| 2008 | Polaróides Urbanas                                     | Ismênia      |
| 2009 | Primeiro Ato                                           | Eduarda      |
| 2009 | Através da Tela (short movie)                          | Marta        |
| 2014 | A Primeira Missa ou Tristes Tropeços, Enganos e Urucum | Sônia Duarte |
| 2017 | Duas de Mim                                            | Valentina    |

## Sân khấu
| Năm     | Tên                               | Vai diễn                |
| ------- | --------------------------------- | ----------------------- |
| 1997–98 | As Malvadas                       | Laura                   |
| 1999    | Ó Abre Alas                       | Chiquinha Gonzaga       |
| 1999    | Aí Vem O Dilúvio                  | Clementina              |
| 1999–00 | Rent                              | Maureen                 |
| 2002    | Les Misérables                    | Fantine                 |
| 2002    | Mamãe Não Pode Saber              | Mamãe/Dona Glória       |
| 2003    | A Ópera Do Malandro               | Lúcia                   |
| 2004    | O Casamento do Pequeno Burguês    | Maria                   |
| 2006    | Utopia                            |                         |
| 2007    | A Ópera Do Malandro Em Concerto   | Lúcia                   |
| 2007–08 | 7 o Musical                       | Amélia                  |
| 2009    | Doce Deleite                      | Various characters      |
| 2011    | New York, New York                | Francine Evans          |
| 2013    | New York, New York Turnê Nacional | Francine Evans          |
| 2014–16 | Yentl em Concerto                 | Actress/Author/Director |
| 2017    | O Som e a Sílaba                  | Sarah Leighton          |

## Đĩa
| Năm  | Tên               |
| ---- | ----------------- |
| 2012 | Drama'n Jazz      |
| 2016 | Yentl em Concerto |

## Lưu diễn
| Năm     | Tên          |
| ------- | ------------ |
| 2013–15 | Drama'n Jazz |

## Liên kết mở rộng
- Alessandra Maestrini trên IMDb